# Colegio San Ignacio (Santiago de Chile)
El Colegio San Ignacio (legal y oficialmente llamado Fundación San Ignacio) es un establecimiento chileno de educación básica y secundaria. Ubicado en Santiago, es el segundo colegio particular más antiguo de la capital chilena, después de los Padres Franceses de Santiago. Es parte de la Red Educacional Ignaciana de Chile y de la Federación Latinoamericana de Colegios Jesuitas, FLACSI.

## Historia
Fue fundado en 1856 por jesuitas venidos desde Buenos Aires acudiendo al llamado del arzobispo capitalino Rafael Valentín Valdivieso. Para dicha ocasión, fue renombrado el callejón de Ugarte, ubicado a un costado, como calle San Ignacio en homenaje al santo católico. Desde sus inicios, se caracterizó por educar a la élite chilena tradicional, junto con el Colegio de los Sagrados Corazones y el Liceo Alemán. Este papel de excelencia educativa lo cumplieron también el Instituto Nacional e Internado Nacional, pero desde una formación laica y estatal. 

### Colegio San Ignacio El Bosque (SIEB)
En el año 1931, la Compañía de Jesús adquiere diez cuadras de terrenos en la comuna de Providencia, con la intención de construir un estadio donde los estudiantes del colegio de Alonso de Ovalle pudieran practicar deportes.
Al cumplir 100 años el Colegio San Ignacio, en 1956, exactamente el 3 de octubre, se inaugura oficialmente el nuevo edificio de Avenida Pocuro. En ese momento ya están estudiando en el nuevo recinto cerca de 400 alumnos de cursos básicos, a cargo de las Hermanas del Amor Misericordioso.
El año 1960, el P. Provincial de la Compañía decide la total separación de los dos colegios, al mismo tiempo que se da comienzo a la construcción de las futuras humanidades y se piensa bautizar con el nombre de “Colegio San Luis Gonzaga”. Esta última idea fue dejada de lado pues, ante las complicadas leyes educacionales del país, era preferible mantener el mismo nombre con los mismos beneficios del antiguo colegio, tomando el nombre de Colegio San Ignacio El Bosque.

## Equipo directivo actual
El equipo direccional del Colegio San Ignacio en la actualidad está integrado por:
| Cargo                         | Titular            |
| ----------------------------- | ------------------ |
| Director                      | Paul McKenzie S.J. |
| Directora Académica           | Vivian Ramírez     |
| Director Pastoral y Formación | Javiera Jansana    |
| Directora Primer Ciclo Básico | Cargo vacante      |
| Director Segundo Ciclo Básico | Angela Montecinos  |
| Director Tercer Ciclo         | Luzmar Quintero    |
| Director Cuarto Ciclo         | Marcelo Navarro    |
| Director Personas y Recursos  | Rodrigo Ulloa      |